# بیل اسمالی
بیل اسمالی (انگلیسی: Bill Smalley؛ 1864 – 1912 (aged 48)) بازیکن فوتبال اهل بریتانیا بود.
از باشگاه‌هایی که در آن بازی کرده‌است می‌توان به باشگاه فوتبال استوک سیتی و باشگاه فوتبال پرستون نورث اند اشاره کرد.